# Esperança González i Puig

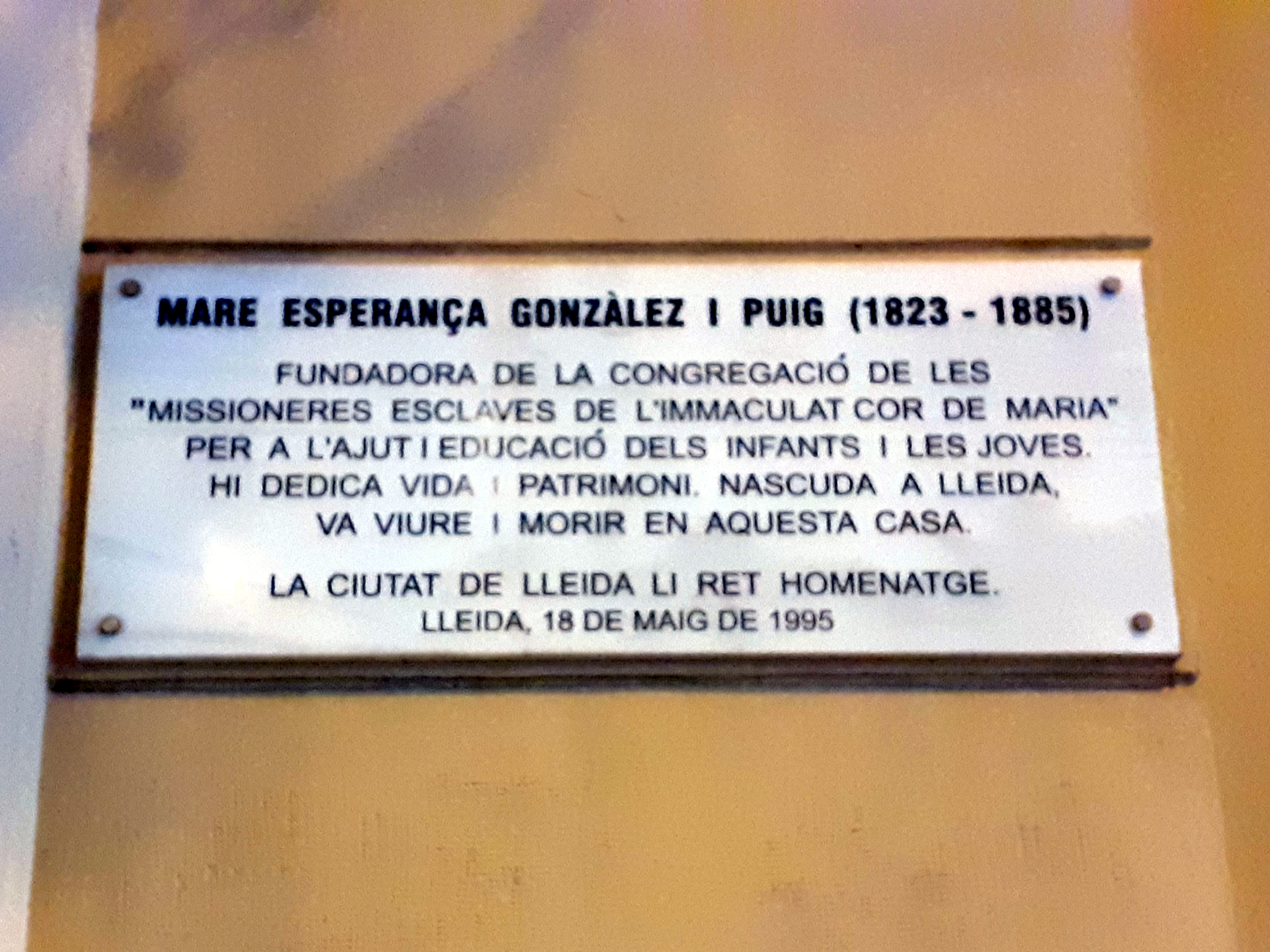
Placa a la casa on va viure i morir Esperança González Puig a Lleida

Esperança González i Puig (Lleida, 19 de maig de 1823 - 5 d'agost de 1885) fou una religiosa catalana, fundadora de les Missioneres Esclaves de l'Immaculat Cor de Maria. El 2006 va estar proclamada venerable per l'Església catòlica.

## Biografia
Esperança González i Puig nasqué a Lleida el dia 19 de maig de 1823 i va ser batejada a l'església parroquial de Sant Joan. A la vegada, la mare Esperança nasqué a Lleida el 21 de maig de 1862 amb la fundació de l'Institut religiós femení Missioneres Esclaves de l'Immaculat Cor de Maria, on l'amor al proïsme el manifestà amb una dedicació especial a les necessitats d'ajut espiritual i material a la dona marginada.
Van ser 62 anys viscuts intensament amb exercici heroic de les virtuts, amb contemplació i acció al servei de Déu i del proïsme. Esperança cresqué en la devoció i tingué especial inclinació per a la vida contemplativa. Aquesta voluntat d'aïllament en la pregària topava amb el desig de treballar en el món pel regnat de Crist. No va ser fins al 19 de setembre de 1851, amb 28 anys, quan tingué una visió que la portà a la fundació d'un institut femení a favor de la dona marginada, inspirat en les Carmelites Descalces i amb religioses de vida austera i penitent, dedicades a l'exercici de la caritat.
Malgrat els entrebancs amb els quals topà, la fundació tirà endavant i el nou Institut femení fou autoritzat per Josep Ricart, vicari capitular en temps de seu vacant. Fou el 21 de maig de 1862 que Esperança González junt amb tres dones més iniciaren la vida en comunitat i començaren un mes d'exercicis espirituals. En cloure aquests, les quatre vestirien l'hàbitat el 19 de juny.
Tant la fundació com l'asil s'instal·laren en la casa pairal dels González al final del carrer Sant Antoni, en el que havia estat convent dels Antonians, i que havia adquirit el pare de la Mare Esperança. Van ser anys en els quals l'orde es consolidà i cresqué i després s'expandí. El 15 de setembre de 1863 arribà l'aprovació diocesana del bisbe Puigllat. El 1867 eren 21 religioses i 15 les dones acollides, i el 1870 les religioses eren 27 i les dones acollides, 58. També havia estès branques a Figueres i Jaca, arribant avui dia a tenir cases a la Península i Sud-amèrica.
Va haver de superar moltes dificultats. El seu germà s'ordenà sacerdot i esdevingué el més ferm puntal de l'obra fundada per la seva germana. Va cedir la casa pairal, amb l'horta, a Esperança perquè fos el bressol i la llar de l'institut. El 27 de març de 1879, fundà a Figueres i el 20 de novembre de 1884, obrí el col·legi de Jaca (Osca) per a senyoretes. Arribaren a Maó (Menorca) el dia 3 de febrer de 1887 per fer-se càrrec d'una casa-asil, i més tard s'obrí un col·legi, atenent al mateix temps les nenes de la Junta de Protecció de Menors.
La mare Esperança morí el dia 5 d'agost de 1885 víctima de l'epidèmia colèrica que patí la ciutat. No es pot oblidar la singularitat del carisma que volgué la mare Esperança per a l'Institut: l'atenció a la dona marginada, aquella que ni tan sols era considerada proïsme i a la qual volgué donar amorosa acollida. La Congregació obtingué el Decret de lloança de la Cúria romana el 1887; l'aprovació de Lleó XIII el 1896; i l'aprovació de les Constitucions el 1901.
El seu procés de beatificació va obrir-se a instància de la congregació que va fundar. El 28 d'abril de 2006 fou declarada venerable per Benet XVI.